# Лаак
Лаак (нем. Laak-Laack-Lastadie) — район Кёнигсберга (Пруссия), пригород, находившийся к западу от Кёнигсбергского замка.

## Название
Название происходит от балтийского однокоренного слова lak и обозначает болотистую местность.

## География
С востока район находился на реке Прегель напротив Кнайпхофа. На западе он заканчивался у городской стены на «Голландише баум», где позже был построен железнодорожный мост через Прегель. Если следовать от Альтштадта вдоль Длинного переулка на запад, то сначала можно было попасть Унтерлаак, а затем в Оберлаак.

## История
Лаак первоначально был частью старого города за пределами Лаакенских ворот. Все свободные городские районы пользовалась определённым самоуправлением и имели свои собственные гербы и собственные суды. В городских церквях прихожане должны были платить церковный налог. Однако привилегии района не были зафиксированы и часто опустошались врагами. Исключением стал Бюргерхайт. Из-за удобного расположения на реке Прегель, многие хранилища были построены в Лааке, так что за счёт удачного расположения Лаак имел возможность к быстрому торговому росту. В 1764 году пожар опустошил район, в результате чего сгорело более 300 домов в Закхайме.
В 1802 году на карте отображались только здания стоящие на берегу реки Прегель. Остальное отображалось на карте в виде лугов. У Голландише баум была судостроительная верфь, соляной журнал и «Голландский судостроительный завод». К северу от неё идиллически располагался парк вдоль стены, где проводила свои собрания кёнигсбергская масонская ложа «К трём коронам», которая позже переехала в Трагхайм на Гинтертрагхайм у Замкового пруда. На этом месте позже размещался Армейский гарнизон Кёнигсберга. Главный таможенный пункт находился на железнодорожном мосту. Рейхсбанский мост отделял Лаак от района Коссе.